# Vedlejší účinek
Vedlejší účinek je v lékařství efekt, ať už léčebný, či nežádoucí, který doprovází zamýšlené hlavní účinky léčby. Přestože tento termín slouží zejména k popisu nežádoucího účinku, lze ho též použít pro prospěšné, byť nezamýšlené následky použití léků.
Občas se léky nebo léčebné procedury používají právě pro svoje vedlejší účinky. V těchto případech přestávají tyto účinky být vedlejšími a stávají se záměrnými. Například rentgenové záření se používalo a používá jako zobrazovací technika při lékařských vyšetřeních, díky objevu jeho onkolytických schopností (destrukce nádorových buněk) se však začalo využívat i v radioterapii k odstranění (ablaci) zhoubných nádorů.

## Frekvence vedlejších účinků
Pravděpodobnost, že se u pacienta dostaví vedlejší účinky, je charakterizována jako : 
- Častá – může postihnout až 1 z 10 pacientů
- Méně častá – může postihnout až 1 ze 100 pacientů
- Vzácná – může postihnout až 1 z 1000 pacientů
- Velmi vzácná – může postihnout až 1 z 10 000 pacientů

## Příklady nežádoucích vedlejších účinků
- Třapatkovka se někde užívala v lidovém lékařství, bylo však zjištěno přes 20 různých druhů reakcí, včetně astmatických záchvatů, potratů, kopřivky, otoků, bolestí svalů a zažívacích potíží.[3]